# Emil Homann
Emil Homann (* 1. September 1862 in Wien; † 9. Februar 1945 in Leoben, Steiermark), seit 1912 Ritter Homann von Herimberg, 1918 bis 1919 Freiherr Homann von Herimberg, war ein österreichischer Verwaltungsbeamter und Minister für  öffentliche Arbeiten.

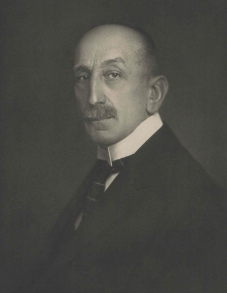
Emil Homann

## Leben
Homann studierte Rechts- und Staatswissenschaften an der Universität Wien und absolvierte Bergbaustudien an der Bergakademie in Leoben. 1887 ging er in Leoben in den bergbehördlichen Dienst des Ackerbauministeriums. 1888 nach Wien versetzt, wurde er 1893 bis 1899 dem Revierbergamt in Graz zugeteilt. Anschließend übernahm er die Abteilung für administrative Angelegenheiten des Bergwesens im Ackerbauministerium in Wien. 
1891 heiratete er in Leoben seine Frau Hermine (* 1868).

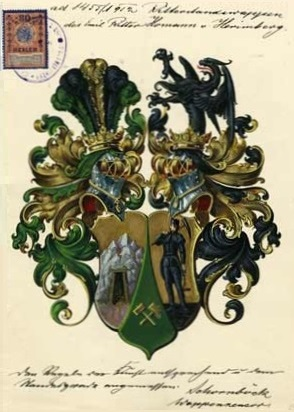
Entwurf für Homanns Ritterstandswappen, 1912

1907 zum Ministerialrat befördert, wechselte Homann 1908 zusammen mit der montanistischen Abteilung in das neu errichtete Ministerium für öffentliche Arbeiten. Seit 1909 Sektionschef, war er insbesondere verantwortlich für die Erdölförderung in Galizien und für die Errichtung der Bergwerksinspektion im Ministerium. 1912 als Ritter Homann von Herimberg nobilitiert, 1916 zum Geheimen Rat ernannt, übernahm er am 23. Juni 1917 die provisorische Leitung des Ministeriums für öffentliche Arbeiten. Er amtierte von 30. August 1917 bis 11. November 1918 schließlich als Minister für öffentliche Arbeiten in den drei letzten Regierungen der Monarchie, den Kabinetten Seidler, Hussarek und Lammasch.
Mit Abberufung der Regierung am 11. November 1918 wurde Homann von Kaiser Karl I. noch zum Freiherrn ernannt. Dies gilt als die allerletzte Standeserhebung der Habsburgermonarchie. Außerdem war er seit 1918 Dr.mont.h.c. der montanistischen Hochschulen in Příbram und Leoben. 
1919 und 1920 fungierte er als Leiter des liquidierenden Kriegsministeriums. 1927 bis 1935 war er Präsident des Dorotheums, ab 1921 auch Präsident des Österreichischen Ingenieur- und Architekten-Vereins.
Mit Einmarsch der deutschen Wehrmacht im März 1938 wurde Homann verhaftet, aber nach persönlicher Intervention von Edmund Glaise-Horstenau bei Gestapoleiter Reinhard Heydrich wenige Tage später wieder entlassen.

## Schriften
- Die Kohlenversorgung in Österreich während des Krieges. Hölder-Pichler-Tempsky, Wien 1925.